# アメリカ合衆国の対西宣戦布告
この記事では米西戦争のきっかけとなったアメリカ合衆国の対西宣戦布告（英: United States declaration of war upon Spain）について記述する。
1898年4月25日にアメリカ合衆国議会がスペインに宣戦布告して米西戦争が勃発し、アメリカ合衆国が勝利したことで、スペイン帝国が没落し、アメリカ合衆国が覇権を握ることになった。米西戦争は同年12月10日にパリ条約が締結されて終結した。

## 背景
米西戦争は1895年2月に勃発した第二次キューバ独立戦争に起因する。数十年もの間、アメリカは、広範囲に経済的なつながりを持つキューバの政治的発展を監視していた。歴史家はアメリカの参戦理由について長らく議論してきた。戦中から戦後までの長期間でキューバの民の運命に対する私心のない人道主義的な関心により宣戦布告へと大いに突き進むことになったと見なされており、この論法を支持することとしてイエロー・ジャーナリズムにより煽動的なムードがもたらされ、世論がキューバに同情的になったことが挙げられる。現代では、この考えが支持されなくなりつつあり、多くの歴史家は、アメリカが、Isthmian Canalを建設するという長期的な目標と中国との貿易のために、国益から行動していたと提唱している。

## 宣戦布告に先立つ事件
1898年2月15日、ハバナ湾でアメリカ海軍の軍艦メイン号が爆発し乗組員260人が亡くなる事件が起こった。ウィリアム・ランドルフ・ハーストやジョーゼフ・ピューリツァーによるイエロー・ジャーナリズムなどに影響され、スペインにアメリカを1895年に勃発したキューバ独立戦争に介入させる意図はないにもかかわらず、アメリカの世論はスペインへの非難一色に染まった。アメリカ合衆国議会は3月9日に追加で5000万ドルを軍事費に充てる決議を可決し、ウィリアム・マッキンリー大統領は3月26日にスペインに対して10月1日までに敵対行為を止めるように要求した。しかし、スペインがマッキンリー大統領の要求を拒絶し、干渉に抗議したため、マッキンリー大統領は4月11日に議会に対してキューバへの介入の承認を求めた。2日後、議会はキューバ独立に関する決議（キューバの併合を否定し、スペインとキューバの戦争を止めさせるために大統領の武力行使を認める）の採決を行い、下院で311対6、上院で42対35でそれぞれ可決され、4月20日にスペインに対してキューバから撤退せねば武力行使するという内容の最後通牒が発せられた。スペインは最後通牒を（厳密には違うものの）宣戦布告と見なしアメリカの大使を退去させ、アメリカに宣戦布告した。4月22日、アメリカ艦隊がフロリダ州のキーウェストを出港し、封鎖を行い、キューバのスペイン軍に物質を送れないようにした。4月25日、アメリカは、21日から戦争状態が存在すると宣言した。

## 宣戦布告
以下の通り
A bill declaring that war exists between the United States of America and the Kingdom of Spain.

Be it enacted by the Senate and House of Representatives of the United States of America in Congress assembled, First. That war be, and the same is hereby, declared to exist, and has existed since the twenty-first day of April, A.D. 1898, including said day, between the United States of America and the Kingdom of Spain.
Second. That the President of the United States be, and he hereby is, directed and empowered to use the entire land and naval forces of the United States and to call into the actual service of the United States the militia of the several States, to such extent as may be necessary to carry this act into effect.

Approved, April 25, 1898.